# Distrikt Cabanilla

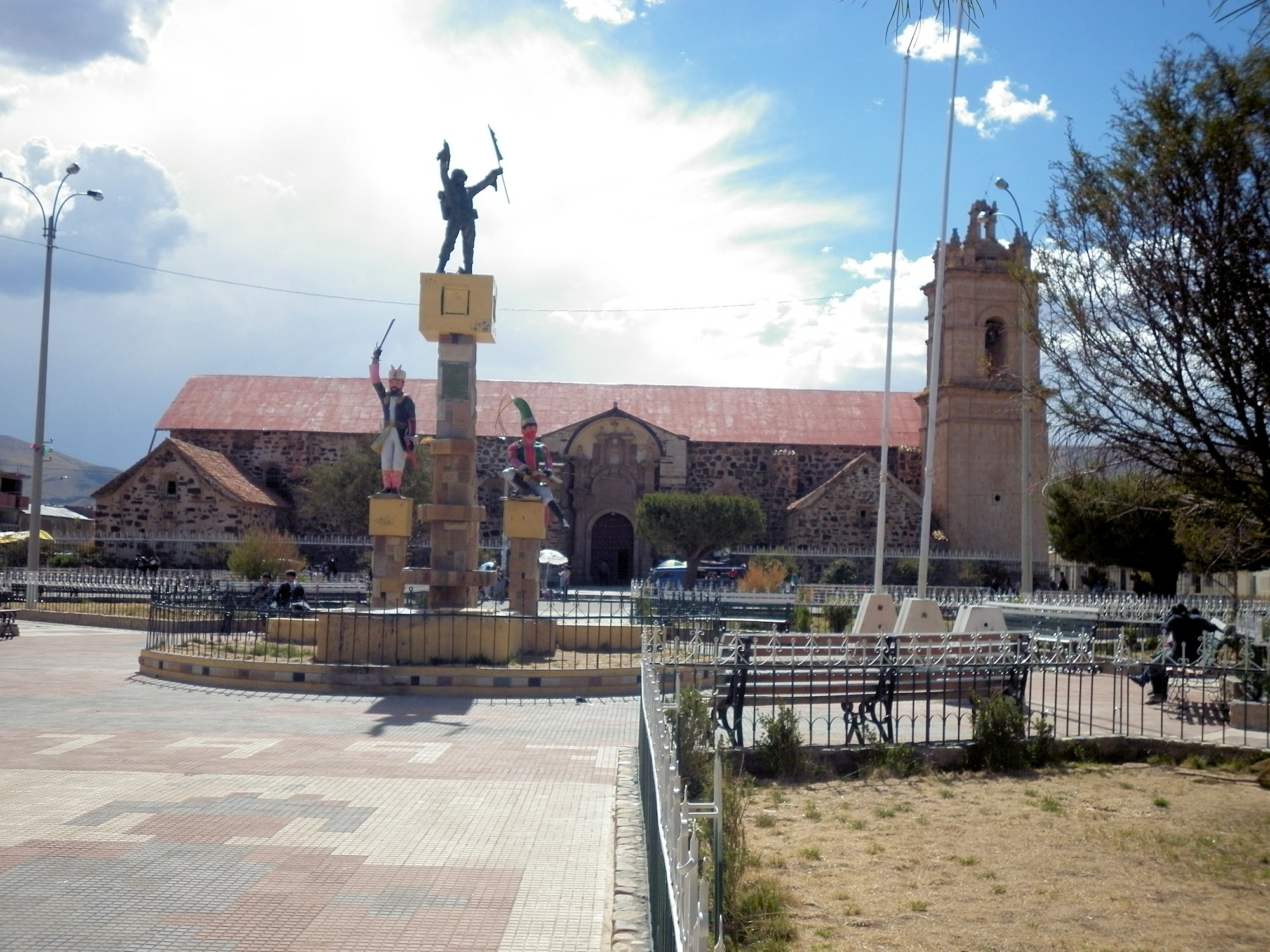
Plaza de Armas in Cabanilla

Der Distrikt Cabanilla liegt in der Provinz Lampa in der Region Puno im Süden Perus. Der Distrikt besitzt eine Fläche von 385 km². Beim Zensus 2017 wurden 5848 Einwohner gezählt. Im Jahr 1993 lag die Einwohnerzahl bei 5545, im Jahr 2007 bei 5573. Sitz der Distriktverwaltung ist die 3876 m hoch gelegene Ortschaft Cabanilla mit 1196 Einwohnern (Stand 2017). Cabanilla befindet sich 28 km südsüdöstlich der Provinzhauptstadt Lampa.

## Geographische Lage
Der Distrikt Cabanilla liegt im Südosten der Provinz Lampa. Der Río Coata (auch Río Cabanillas) fließt entlang der südlichen und südöstlichen Distriktgrenze nach Nordosten. Der Nordosten wird über den Río Lampa entwässert.
Der Distrikt Cabanilla grenzt im Westen an den Distrikt Santa Lucía, im Norden an den Distrikt Lampa, im Nordosten an den Distrikt Juliaca, im Südosten an den Distrikt Cabana sowie im Süden an den Distrikt Cabanillas (die drei zuletzt genannten Distrikte gehören zur Provinz San Román).